# Phantom Limb
«Phantom Limb» es la cuarta canción del álbum Wincing the Night Away, de la banda estadounidense de indie rock The Shins; el tercer álbum de estudio del grupo, después de que se hayan cambiado el nombre de "Flake Music". La canción fue comercializada como el primer sencillo del álbum y tuvo gran éxito. La canción obtuvo la ubicación #75 en una lista realizada por la revista Rolling Stone de las 100 mejores canciones del 2007.

## Concepto
La letra de la canción habla principalmente de la trivialidad y la monotonía de la vida pueblerina. Versos de la canción como "this town seems hardly worth the time" (este pueblo no vale la pena) o "and we will no longer memorize or rhyme" (y ya no memorizaremos ni haremos rimas) exploran el tema y parecen darle una salida a la situación. La escapatoria es finalmente materializado con los últimos versos: "What now towers to the sky, with no connection" (lo que ahora se alza hacia el cielo, sin conectarse).

## Lista de canciones
Sencillo en CD
1. «Phantom Limb» – 4:49
2. «Nothing at All» – 4:07
3. «Spilt Needles» (versión alternativa) – 2:27
4. «Phantom Limb» (video)

## Posicionamiento en listas
| Lista (2006-07)                      | Mejor posición |
| ------------------------------------ | -------------- |
| Estados Unidos (Billboard Hot 100)   | 86             |
| Estados Unidos (Alternative Airplay) | 16             |
| Reino Unido (UK Singles Chart)       | 42             |

## Créditos
- James Mercer – voces, guitarra, bajo, ukulele, percusión, programación, producción
- Joe Chiccarelli – producción
- Marty Crandall – órgano, bajo, percusión
- Dave Hernadez – primera guitarra
- Jesse Sandoval – batería
- Anita Robinson – coros